# Les Mille et Un Fantômes
 (avril 2018).
Si vous disposez d'ouvrages ou d'articles de référence ou si vous connaissez des sites web de qualité traitant du thème abordé ici, merci de compléter l'article en donnant les références utiles à sa vérifiabilité et en les liant à la section « Notes et références ».
Les Mille et Un Fantômes est un recueil de nouvelles écrit par Alexandre Dumas, publié en 1849. Les contes présentés dans cet ouvrage sont essentiellement des récits fantastiques. Ils ont été écrits en collaboration avec Paul Lacroix et Paul Bocage, contemporains d'Alexandre Dumas.

## Organisation de l'ouvrage
Le titre du recueil désigne également un récit dans l'œuvre, lui-même composé de huit contes fantastiques répartis en quinze chapitres présentés dans l'ordre suivant :
1. La Rue de Diane à Fontenay-aux-Roses
2. L'Impasse des Sergents
3. Le Procès-verbal
4. La Maison de Scarron
5. Le Soufflet de Charlotte Corday
6. Solange
7. Albert
8. Le Chat, l'Huissier et le Squelette
9. Les Tombeaux de Saint-Denis
10. L'Artifaille
11. Le Bracelet de cheveux
12. Les Monts Carpathes
13. Le Château de Brankovan
14. Les Deux Frères
15. Le Monastère de Hango

Outre ce récit, le recueil se compose d'autres nouvelles présentées séparément : La Femme au collier de velours, Les Mariages du père Olifus, Le Testament de M. Chauvelin, Un dîner chez Rossini, Les Gentilshommes de la Sierra-Morena et Le Lièvre de mon grand-père.

## Résumé
Ce recueil s'ouvre sur un premier récit qui permet de mettre en place les autres nouvelles présentes. En effet, l'œuvre se présente comme une seule et même nouvelle composée de multiples récits enchâssés. Le narrateur, se présentant sous les traits d'Alexandre Dumas lui-même, se retrouve confronté à une affaire de meurtre mystérieuse reposant sur l'histoire d'un homme, meurtrier de son épouse. Celui-ci prétend qu'après avoir eu la tête tranchée par ses mains, cette dernière lui aurait parlé. Le narrateur se trouve ainsi impliqué dans l'affaire qui le mène à un dîner lors duquel seront contés des récits plus étranges les uns que les autres. 

## Des récits fantastiques
Alexandre Dumas est un auteur bien connu pour ses romans ancrés dans l'histoire. Pourtant, les récits de ce recueil portent toutes les caractéristiques du genre fantastique. Le titre lui-même annonce le ton de l'œuvre. Comme il le dit lui-même dans la préface de cet ouvrage : "l'époque est triste, et mes contes, je vous en préviens, ne seront pas gais. Seulement, vous permettrez que, lassé de ce que je vois se passer tous les jours dans le monde réel, j'aille chercher mes récits dans le monde imaginaire."De plus, à la fin du recueil, le narrateur se présente comme étant l'auteur en mentionnant le recueil lui-même et en justifiant son écriture par l'histoire qu'il vient de raconter. Le narrateur interne raconte l'histoire comme une anecdote, ce qui donne l'illusion de la réalité.  Cela affaiblit la frontière entre imaginaire et réalité, créant ainsi une atmosphère propice au fantastique. Les récits sont marqués par des lieux aux ambiances mystérieuses. Les histoires contées sèment le doute en ne trouvant pas, pour la plupart, de résolution définitive. 
Cette œuvre n'est pas le seul ouvrage appartenant au genre fantastique qu'il ait publié. En effet, on retrouve la marque de ce courant dans d'autres contes et nouvelles du même auteur tels que Le Château d'Eppstein ou encore Histoire d'un mort racontée par lui-même.